# Otfried Hofius
Otto Friedrich Hofius (genannt Otfried Hofius) (* 22. Juli 1937 in Siegen) ist emeritierter Professor für Evangelische Theologie in Tübingen.
Otfried Hofius wurde im Jahr 1969 zum Doktor der Theologie promoviert. Im Jahr 1971 habilitierte er sich. In den Jahren 1965 bis 1972 war er als evangelischer Pfarrer in Siegen-Eiserfeld tätig.
Von 1972 bis 1980 war er Professor für Evangelische Theologie und Didaktik mit dem Schwerpunkt Bibelwissenschaft an der Gesamthochschule Paderborn (heute: Universität Paderborn). Seit dem Jahr 1980 bis zu seiner Emeritierung 2002 war er ordentlicher Professor für Neues Testament an der Evangelisch-Theologischen Fakultät der Universität Tübingen.
Zu seinen Schülern gehören Hans-Joachim Eckstein und Christof Landmesser.

## Werke
- Katapausis. Die Vorstellung vom endzeitlichen Ruheort im Hebräerbrief (= Wissenschaftliche Untersuchungen zum Neuen Testament. 11). Tübingen 1970, ISBN 3-16-130732-1.
- Der Vorhang vor dem Thron Gottes. Eine exegetisch-religionsgeschichtliche Untersuchung zu Hebräer 6,19f. und 10,19f. (= Wissenschaftliche Untersuchungen zum Neuen Testament. 14). Mohr, Tübingen 1972, ISBN 3-16-133671-2.
- Der Christushymnus Philipper 2,6-11. Untersuchungen zu Gestalt und Aussage eines urchristlichen Psalms (= Wissenschaftliche Untersuchungen zum Neuen Testament. 17). Tübingen 1976, 2. Auflage 1991, ISBN 3-16-145672-6.
- Paulusstudien (= Wissenschaftliche Untersuchungen zum Neuen Testament. 51). Tübingen 1989, 2. Auflage 1994, ISBN 3-16-146265-3.
- mit Hans-Christian Kammler: Johannesstudien. Untersuchungen zur Theologie des vierten Evangeliums (= Wissenschaftliche Untersuchungen zum Neuen Testament. 88). Tübingen 1996 (zusammen). ISBN 3-16-146571-7
- Neutestamentliche Studien (= Wissenschaftliche Untersuchungen zum Neuen Testament. 132). Tübingen 2000, ISBN 3-16-147416-3.
- Exegetische Studien, Mohr, Tübingen 2008 (= Wissenschaftliche Untersuchungen zum Neuen Testament. 223), ISBN 978-3-16-149605-9.
- mit Yehoshua Amir und Ingo Baldermann: Der eine Gott der beiden Testamente (= Jahrbuch für biblische Theologie. Band 2). Neukirchener Verlag, Neukirchen-Vluyn 1987, ISBN 3-7887-1266-X.
- mit Fritz Stern und Hans Jonas: Reflexionen finsterer Zeit. Mohr, Tübingen 1984, ISBN 3-16-844900-8.
- mit Joachim Jeremias: Unbekannte Jesusworte. Gerd Mohn, Gütersloh 1963, OCLC 781480734.
- „Gesetz“ als Thema biblischer Theologie (= Jahrbuch für biblische Theologie. Band 4). (u. a. Otfried Hofius). ISBN 3-7887-1321-6.
- Jesu Tischgemeinschaft mit den Sündern (= Calwer Hefte. 86). Calwer Verlag, Stuttgart 1967, OCLC 1439771.
- Evangelium, Schriftauslegung, Kirche. 1999 (u. a. Otfried Hofius), ISBN 3-525-53643-7.